# جون روبرتس (لاعب كرة قدم)
جون روبرتس (بالإنجليزية: John Roberts)‏ (11 سبتمبر 1946 في المملكة المتحدة - 4 يناير 2016) هو مدرب كرة قدم ولاعب كرة قدم بريطاني في مركز قلب الدفاع. شارك مع منتخب ويلز تحت 21 سنة لكرة القدم ومنتخب ويلز لكرة القدم. أما مع النوادي، فقد لعب مع برمنغهام سيتي وذا نيو سينتس وسوانزي سيتي ونادي أرسنال ونادي ريكسهام ونادي نورثامبتون تاون وهال سيتي ونادي أوزورتي تاون ‏.

## وصلات خارجية
- جون روبرتس على موقع قاعدة بيانات كرة القدم.إي يو (الإنجليزية)
- جون روبرتس على موقع ناشيونال فوتبول تيمز (الإنجليزية)